# アルフェンダザム
アルフェンダザム（英：Arfendazam（INN））]は、ベンゾジアゼピン誘導体である薬物である。アルフェンダザムは、窒素原子がジアゼピン環の1位と5位に位置する1,5-ベンゾジアゼピンであり、クロバザムなどの他の1,5-ベンゾジアゼピンと最も類似する。
アルフェンダザムは他のベンゾジアゼピン誘導体と同様の鎮静薬・抗不安薬としての作用を有するが、GABAA受容体の部分作動薬であるため、鎮静作用は比較的穏やかであり、筋弛緩薬としての作用は非常に高用量でのみ発現する。
アルフェンダザムは活性代謝物質であるロフェンダザムを生成し、これが作用の一部に関与していると考えられている。

## 関連記事
- ベンゾジアゼピン